# Кокія Кука
Кокія Кука (Kokia cookei) — вид квіткових рослин родини мальвові (Malvaceae). Кокія Кука вважається однією з найрідкісніших квітів в світі, які перебувають під загрозою зникнення.

## Поширення
Кокія Кука була гавайським ендеміком і зустрічалася на островах Махана і Молокаї у реліктових сухих лісах на висоті близько 200 м над рівнем моря. Вона була відкрита в 1860-их роках в західній частині острова Молокаї (гав. Moloka‘i, англ. Molokai) Меєром (Meyer), а до 1918 року загинув її останній екземпляр і кокія Кука потрапила в розряд зниклих. Але в 1970 році одну рослину цього виду було виявлено на Молокаї. Вона була визнана вижившим залишком рослини, що раніше культивувалася. Однак в 1978 році пожежа знищила останній корінь кокії Кука. На щастя, до того, як пожежа охопила рослину, від неї була взята гілка. Її навіть вдалося прищепити іншим гавайських деревам. На сьогоднішній день кокія Кука існує у вигляді приблизно двадцяти трьох щеплених рослин. Сьогодні всі існуючі кокіі Кука — нащадки цього єдиного дерева.

## Опис
Кокія Кука — невелике струнке дерево висотою до 4,5 м. Листки зелені, довгочерешкові, пальчасто-лопатеві або роздільні, знизу опушені, шириною до 13 см. Квітки правильні, двостатеві, діаметром до 12 см. Пелюстки яскраво-червоні, гофровані по краю, відігнуті назад. Оранжево-червоні тичинки зростаються в трубку навколо маточки і разом з ним виступають далеко за межі квітки. Плід сухий — коричнева коробочка еліптичної форми c дрібним плоским чорним насінням. В природі кокія Кука розмножувалася, мабуть, тільки насінням. Зараз переважає вегетативний спосіб розмноження — щепленням і живцюванням. Цвіте дерево з ранньої весни до початку осені, запилюється комахами і колібрі.
Плід — коробочка. Розкриваючись, стулки вивільняють насіння дозрілої коробочки. Їх може переносити вітер, але недалеко, оскільки насіння не пристосоване для польоту.

## Культивування
Кокія Кука — витончене дерево з компактною кроною. Воно радує око не тільки чудовими квітками, а й багатою листвою, яка в кінці сезону стає червоною. Такий зовнішній вигляд робить рослину прекрасною садовою та парковою культурою для тропічного поясу. Правда, масова висадка кокії буде можлива тільки після того, як з'являться методи, що дозволяють розмножувати її в достатній кількості.
Гавайці здавна виготовляли з квіток кокії запашні намиста — леї, якими за традицією обдаровували дорогих гостей або обмінювалися в знак ніжної прихильності. З кори рослини отримували ліки проти молочниці, рожеву і фіолетову фарби для тканин, а також розчин для вимочування рибальських сіток, який робив їх більш міцними.

## Цікаві факти
- Сьогодні популяцію кокії Кука на острові Молокаї намагаються відродити за допомогою реінтродукції. Правда, поки що вдалося виростити всього два десятка дерев. Оскільки в штучно створених умовах у цієї рослини рідко зав'язується життєздатне насіння, його пагони прищеплюють на Kokia kauaiensis і Kokia drynarioides.
- Назва утворена від гавайського koki'o — гібіскус.
- Вид назвали на честь капітана Джеймса Кука (1728—1779) — англійського мореплавця, який вчинив три навколосвітні плавання і відкрив для європейців багато нових земель, в тому числі і Гавайські острови.
- Головними ворогами молодих пагонів кокії Кука стали завезені на Гавайські острови вівці, які поїдали і витоптували їх. Дорослі дерева постраждали в результаті численних вирубок. Зараз не залишилося жодної дикої популяції цієї рослини, вона існує тільки в окультуреному вигляді.